# スラヴ語派

西スラヴ語が公用語の国
東スラヴ語が公用語の国
南スラヴ語が公用語の国

スラヴ語派（スラヴごは）とは、インド・ヨーロッパ語族バルト・スラヴ語派の一派で、スラヴ系諸民族が話す言語の総称。
かつては同民族の祖先スラヴ人に話される「スラヴ祖語」が存在したと想定されるが、スラヴ人の民族大移動の頃（5 - 6世紀）から分化が進み、次第に各語群が独自の特徴を明確にし始め、12世紀には単一言語としての統一は完全に失われた。

## 分類

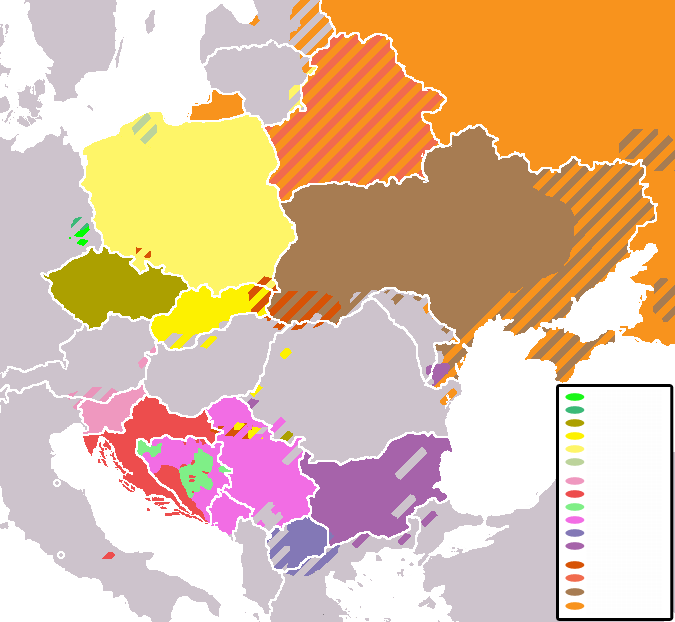
ルーボル・ニデルレによるスラヴ語派の図（1990年）

スラヴ諸語は分布地域に一致するおおよそ3つのグループに区分することができる。

### 東スラヴ語群
- 古東スラヴ語
- 古ノヴゴロド方言
- ルーシ語
- ルテニア語
- ウクライナ語
- ルシン語
- ベラルーシ語
- ロシア語

### 西スラヴ語群
- チェコ・スロバキア語
  - チェコ語
  - スロバキア語
  - パンノニア・ルシン語　（スロバキア、ポーランド、ウクライナ、ハンガリーの境界に当たる地域の方言で東スラヴ語群に入れることもある）
- レヒト諸語
  - 古ポーランド語（英語版）　（死語）
  - 中世ポーランド語　（死語）
  - ポーランド語
  - シレジア語
  - ポメラニア諸語（英語版）
    - カシューブ語
    - スロヴィンツ語（英語版）　（死語）

  - ポラーブ語　（死語）
- ソルブ諸語
  - 上ソルブ語
  - 下ソルブ語
- クナアン語　（死語）

### 南スラヴ語群
- 東グループ
  - 古代教会スラヴ語（死語）
  - マケドニア語
  - ブルガリア語
  - 教会スラヴ語（死語）
- 西グループ
  - セルビア・クロアチア語
    - ボスニア語
    - セルビア語
    - クロアチア語
    - モンテネグロ語
    - ブニェヴァツ方言（en）

  - スロベニア語

## 歴史

### 共通の祖語
スラヴ語派に属するすべての言語は、スラヴ祖語に起源を持つ。口蓋化という音韻変化を特徴とするが、後述する白樺文書問題によって、従来の仮説ではスラヴ語をまとめることが難しくなった。
現在の歴史言語学上の通説では、スラヴ語派はバルト語派との共通の祖先である「バルト＝スラヴ祖語」から生まれたとされている。この説によれば、紀元前3000年頃、バルト＝スラヴ祖語の「原郷」（Urheimat）は現在のベラルーシ、ウクライナ、ポーランド、リトアニア、ロシア西部のあたりに位置していた。スラヴ語派とバルト語派は、この仮説上の言語から受け継いだ少なくとも289個の単語を共有している。スラヴ語派がバルト語派から分かれたのは紀元前1000年あたりであるとする研究者もいる。
過去に主張されたものとして、スラヴ語派は近接するバルト語派（リトアニア語、ラトビア語、古プロイセン語）とは根本的に異なり、アルバニア語から派生したとする説もある。これは、バルト語派からの強い影響は認めつつも、単に影響を受けただけにとどまり直接の祖先はアルバニア語であるとするものである。この説はソヴィエト連邦崩壊前後に盛んに唱えられた。しかし最近の研究によってこの説はほぼ否定されている。
最近の仮説では、スラヴ語派がゲルマン語派との共通祖語から分かれたとするものもある。11世紀ノヴゴロドの白樺文書に書かれたスラヴ語に第2次口蓋化が起こっておらず、ケントゥム語の特長を良く残しており、形態的にもよりゲルマン語に近いことが明らかになったため。スラヴ語の口蓋化は3次にわかれて発生したと考えられているが、第1次口蓋化が5世紀後半より開始された後、ゲルマン語との共通祖語の名残がまだあった第2次口蓋化以前の時代に、ノヴゴロド方言を含む古ルーシ語が分化していたことになる。

### スラヴ語派内での分化
スラヴ祖語は5世紀ころまで存在し、7世紀までにはいくつかの大きな方言群に分かれていったとされる。スラヴ語派の統一性は、スラヴ民族が居住地を拡大していくにつれてさらに失われていった。
9世紀から11世紀にかけてのスラヴ系言語で書かれた文献には、その後の分化につながる地域的特徴がすでに現れている。例えばフライジンク写本（ラテン文字を用いて書かれた初のスラヴ語による文章）においては、当時のスロヴェニア方言の語彙・発音面での特徴（ロータシズムなど）を見ることができる。
西スラヴ語群および南スラヴ語群の分立に関する有力な仮説はまだない。東スラヴ語群は、12世紀ごろまで存在していた古ルーシ語として祖語から別れていったと考えられている。南スラヴ語群は二手に分かれてバルカン半島に進出し、あいだに非スラヴ系民族（ワラキア人）がいた、とするのが有力である。

### 南および西スラヴ語群の分立
スラヴ民族のバルカン半島への進出によってスラヴ語派は分布域を大きく拡げたが、ギリシャ語、アルバニア語などのもともと存在した言語も引き続き存続した。9世紀にパンノニアへマジャール人が進出したことで、南と西のスラヴ民族のあいだにくさびが打ち込まれた格好となった。さらにフランク人の進入によって、モラヴィアのスラヴ人はスティリア、カリンシア、東チロルおよびスロヴェニアのスラヴ人と隔離され、南・西の地理的分離は決定的なものとなった。

### 他民族支配下におけるスラヴ語派
東ローマ帝国崩壊後のスラヴ諸民族の国々は、ロシア帝国、オーストリア＝ハンガリー帝国、そしてヨーロッパに進出してきたオスマン帝国などによってそれぞれ支配されたが、スラヴ民族個々の多様性が最も認められたのはオーストリアだった。当時オーストリアには南スラヴ諸国に加え、（現在で言えば）ウクライナ西部、ポーランド南部なども含まれていたため、帝国内では様々なスラヴ語が話されていたことになる。

## 特徴
スラヴ語派の共通した特徴は、口蓋化する発音や、名詞（6前後の格・単複数および一部双数・3性・活動体と不活動体の対立）やそれに一致する形容詞の豊富な屈折、動詞の完了体と不完了体のアスペクトの対立システムの発達などがあげられる。それぞれの言語は非常によく似ており、ひとつのスラヴ語を修得していれば他のスラヴ語を修得するのは比較的容易とされる。文字はキリル文字とラテン文字の2種類が存在し、西部のカトリック圏がラテン文字、東部の正教圏がキリル文字と、宗教分布におおよそ一致する。

## 近隣言語への影響
スラヴ語派と隣接する言語の中でも、ルーマニア語とハンガリー語は特に語彙の面で多くの影響を受けている。西ヨーロッパの言語における、スラブ言語の大きな影響はゲルマン語派でも見られる。現代ドイツ語とそのオーストリアの方言は、スラブ語の影響下で形成された。語彙の中にわずかに残っているスラヴ系起源のものを挙げると、「境界」をあらわすドイツ語「Grenze」、オランダ語「grens」（スラヴ祖語の「*granĭca」から）、「市場」をあらわすスウェーデン語「torg」（スラヴ祖語の「*torgŭ」から）、などがある。ゲルマン語派の中でスラヴ語派からの影響を最も多く受けているものはイディッシュ語である。ソ連に属していた中央アジアの諸言語やモンゴル語なども、語彙の面での影響が見られる。

### ゲルマン諸語
スラブ人によって設立されたドイツとオーストリアの都市の名前はスラブの言葉に起源を持つ（シュヴェリーン、ロストック、リューベック、ベルリン、ドレスデンなど）。スカンジナビアの言語では、ナビゲーションと貿易に関連するスラブの言葉からかなりの数の語彙を借用しており、おそらくスカンジナビアとスラブの接触の結果として継承されている。たとえば、「lodhia」（ボート、貨物船）、「pråm」（はしけ、東スラブ語：pramŭ）、「torg」（市場、商圏）、「besman / bisman」（市場規模）、「pitschaft」（印刷）、「tolk」（翻訳者） などから。